# 미얀마 분쟁
미얀마는 당시 버마로 알려졌던 미얀마가 영국으로부터 독립한 해인 1948년부터 반란이 계속되고 있다. 분쟁은 주로 민족에 기반을 둔 것으로, 여러 민족 무장 단체들이 미얀마의 국가 군대인 따머도와 자결을 위해 싸우고 있다. 2008년 수많은 휴전과 자치 행정 구역의 신설에도 불구하고, 많은 단체들은 독립, 자치권 확대 또는 국가의 연방주의를 계속 요구하고 있다. 이 분쟁은 70년 이상 지속된 세계에서 가장 긴 내전이기도 하다.

## 연대표

### 8888 항쟁
1988년 3월 12일, 학생들은 랑군(현재의 양곤)에서 네 윈 장군과 버마 사회계회당(BSPP)의 전체주의 통치에 반대하는 시위를 시작했다. 시위는 순식간에 전국으로 번졌고, BSPP 정부는 결국 다당제를 채택하도록 압력을 받았다. 그러나 BSPP 정부는 1988년 9월 18일 군사 쿠데타로 전복되었다. 이후 군 당국은 국가평화발전평의회(SLORC)를 설치하고 시위대를 폭력적으로 진압하여 1988년 9월 21일까지 모든 시위를 종식시켰다.
미얀마 당국은 약 350명이 사망했다고 주장했고, 반대 단체들은 군부의 손에 의해 시위로 수천명이 사망했다고 주장했다. 《이코노미스트》에 따르면, 3,000명 이상의 사람들이 이 시위로 목숨을 잃었다고 한다. 8888 항쟁을 폭력적으로 진압했음에도 불구하고, 새로운 군사 정권은 시위가 중단된 후 일부 반란 단체와 협정을 파기하기로 합의했다.

### 2021년 쿠데타와 그 이후의 폭력
2021년 2월 1일 새벽, NLD가 이끄는 민간 정부가 군사 쿠데타로 전복되었고, 따머도의 총사령관 민 아웅 흘라잉이 국가 원수가 되었다. 아웅산수찌 여사와 그녀의 정부의 몇몇 다른 고위 구성원들은 쿠데타 동안 군에 의해 체포되었다. 시위대가 민 아웅 흘라잉과 새로 창설된 국가행정평의회(SAC)의 사퇴, 쿠데타에 체포된 자들의 석방, 민정복구를 요구하는 대규모 시위가 이어졌다.

## 대외지원

### 중화인민공화국
중화인민공화국은 중국-미얀마 국경을 따라 활발히 활동하고 있는 미얀마 정부와 반군 단체와의 긴밀한 관계를 감안할 때, 분쟁에서 다면적인 역할을 하고 있다는 비난을 오랫동안 받아왔다.

### 인도
인도와 미얀마는 북동인도 반란이 겹치면서 전략적 군사관계를 맺고 있다. 인도는 미얀마 군부에 훈련, 무기, 전술 장비를 제공했다. 양국 군은 1990년대부터 국경에서 저항세력에 대한 연합작전을 벌여왔다. 미얀마는 또한 인도 북동부로부터 도망친 저항세력을 찾아내 체포하는데 적극적인 역할을 했다. 2020년 5월 미얀마는 몇몇 최고 지휘관들을 포함한 22명의 저항세력을 인도 당국에 넘겼다. 마찬가지로 인도는 세계적인 항의에도 불구하고 로힝야족 난민을 미얀마로 강제 송환한 유일한 국가였다.

### 파키스탄
1948년부터 1950년까지 파키스탄은 아라칸 북부(현재의 라카인주)의 무자헤딘에게 원조를 보냈다. 1950년 파키스탄 정부는 버마인들에게 무슬림에 대한 처우에 대해 경고했다. 이에 대응하여, 우 누 버마 총리는 즉시 이슬람 외교관 페 킨을 파견하여 양해각서를 협상하였다. 파키스탄은 무자헤딘에 대한 지원을 중단하고 그 단체의 회원들을 체포하기로 동의했다. 1954년 무자헤딘 지도자 미르 카셈이 파키스탄 당국에 체포되었고, 그의 추종자 중 많은 수가 버마 정부에 항복했다.
국제위기감시기구는 2016년 12월 14일, 아라칸 로힝야 구세군(ARSA)과의 인터뷰에서, 그들의 지도자들이 사우디아라비아와 파키스탄의 개인 기부자들과의 연계를 주장했다고 보고했다. ICG는 또 로힝야족 주민들이 아프가니스탄과 파키스탄 전투기들에 의해 비밀리에 훈련받았다는 미확인 보도도 발표했다. 2017년 9월, 방글라데시 소식통들은 파키스탄의 파키스탄 정보부(ISI)와 ARSA 간의 협력 가능성이 매우 높다고 밝혔다.

### 태국
태국은 미얀마 내 여러 반군 단체들의 목소리를 높여 당시 집권당이었던 군부 정타들의 행동을 규탄하고 느슨한 단속을 통해 무기와 탄약이 국경을 통해 밀반입되는 것을 허용했다. 그러나 1995년 태국 정부는 미얀마와 주요 경제협정을 체결하면서 미얀마와의 국경을 확보하고 태국을 통과하는 모든 물류 지원을 중단했다.

### 미국
1951년부터 미 중앙정보국(CIA)은 중국 공산군의 윈난성 진격에 따라 미얀마로 도주한 국민당 군인들을 지원하기 시작했다. 여기에는 1953년까지 태국을 경유해 비살상적인 원조를 제공했던 작전서가 포함되어 있었는데, 이 때 7000명의 병사를 대만으로 공수하여 작전을종료했다.

## 같이 보기
- 미얀마의 역사
- 미얀마의 인권
- 미얀마의 민족
- 미얀마의 정치
- 미얀마의 종교